# Cryphia sabulosa
Cryphia sabulosa är en fjärilsart som beskrevs av W. Warren 1910. Cryphia sabulosa ingår i släktet Cryphia och familjen nattflyn. Inga underarter finns listade i Catalogue of Life.